# The Skye Boat Song
Canción del Barco a Skye  ("Skye Boat Song" en inglés) es una canción popular escocesa que recuerda la huida del príncipe Carlos Eduardo Estuardo a la Isla de Skye después de su derrota en la Batalla de Culloden en 1746.

## Historia
La canción es una expresión tradicional del jacobismo y su historia también es en Escocia una leyenda nacional. Su letra relata cómo la heroína Flora MacDonald ayudó a Carlos a escapar disfrazado de sirvienta en un barco pequeño, desde Isla de Uist hasta la Isla de Skye.
La letra fue escrita por Harold Edwin Boulton (1859–1935) y recopilada en la década de 1870 por Anne Campbelle MacLeod (1855-1921). La canción fue publicada por primera vez en Canciones del Norte por Boulton y MacLeod en 1884, Londres, en un libro que tuvo más de catorce ediciones. Fue tomada rápidamente por otros compiladores, como Laura Alexanda Smith en el libro Música de las Aguas en 1888. Se interpreta a gaita, o a guitarra. 
Se ha hecho muy popular y en un clásico entre la gente, en particular, entre los músicos de baile escocés.

## Interpretaciones
Existen de este tema varias y modernas interpretaciones de diversos artistas, como la versión pop del australiano Glen Ingram en 1960, que se convirtió en un gran éxito en ese país.
Otra versión popular es la de Roger Whittaker en dúo con Des O'Connor lanzada en 1986, era parte de su repertorio desde mediados de la década de 1970.
Calum Kennedy también incluyó una versión en su álbum Canciones de Escocia e Irlanda (Beltona) en 1971. El violonchelista Julian Lloyd Webber grabó una versión instrumental de la canción en el álbum Encore! en 1986, Laura Wright en el álbum Rosas Irlandesas: Mujeres de la canción celta (Irish Roses: Women of Celtic Song) en 2010, Robert Louis Stevenson en el álbum Canciones de Viaje y Otros Versos ("Songs of Travel and Other Verses"). Otros artistas incluyeron la canción en sus repertorios como Marianne Faithfull, Tom Jones, Barbara Dickson, Carl Peterson, Kenneth McKellar, Roger Whittaker, John McDermott, las bandas Clan Stewart Pipe, The McCalmans y The Corries. 
El intérprete Noel McLoughlin incluyó la canción en el número seis de su álbum Mejores 20 de Escocia ("20 Best Of Scotland").
Bear McCreary versionó la canción para que sirviera como tema principal en la serie Outlander interpretada por su esposa Raya Yarbrough.

## Letra
| Canción del Barco a Skye, letra en español. Coro: Acelera, bonita barca, como un ave en el aire, ¡Adelante! arengan los marinos, lleven al muchacho que ha nacido para ser Rey, sobre el mar hacia la Isla de Skye. Fuerte aúllan los vientos, fuerte rugen las olas del mar, Truenos desgarran el aire, Desconcertados, nuestros enemigos de pie por la orilla, ellos a seguirnos no se aventurarán. Coro Aunque las olas salten, habrás suave de dormir, ya que el Océano es un aposento real, con cimientos en la profundidad, Flora sabrá cuidar de ti, y mirar por tu agotamiento. Coro Muchos fueron los hombres que batallaron ese día, que muy bien podían el claymore blandir, más cuando la noche llegó, silenciosos yacieron, muertos en el campo de Culloden. Coro Quemados nuestros hogares, exilio y muerte, Se dispersan los hombres leales, sin embargo oír la espada fría descansar en la vaina, Carlos volverá otra vez. | Skye Boat Song, letra original en inglés. Chorus: Speed, bonnie boat, like a bird on the wing, Onward! the sailors cry, Carry the lad that's born to be King, Over the sea to Skye. Loud the winds howl, loud the waves roar, Thunderclaps rend the air; Baffled, our foes stand by the shore, Follow they will not dare. Chorus Though the waves leap, soft shall ye sleep, Ocean's a royal bed, Rocked in the deep, Flora will keep, Watch by your weary head. Chorus Many's the lad fought on that day, Well the Claymore could wield, When the night came, silently lay, Dead in Culloden's field. Chorus Burned are their homes, exile and death, Scatter the loyal men, Yet ere the sword cool in the sheath, Charlie will come again. |